# Classica da Arrábida 2018
La 2e édition de la Classica da Arrábida a eu lieu le 11 mars 2018, entre Sesimbra et Setubal. Elle fait partie du calendrier UCI Europe Tour 2018 en catégorie 1.2. La course a été remportée par le Russe Dmitri Strakhov (Lokosphinx).

## Présentation

### Équipes
| Équipes continentales professionnelles (3)- Caja Rural-Seguros RGA - Euskadi Basque Country-Murias - Manzana Postobón Équipes continentales (11)- Lokosphinx - Wiggins - Aviludo-Louletano - RP-Boavista - W52-FC Porto - Vito-Feirense-BlackJack - Miranda-Mortágua - Liberty Seguros-Carglass - Efapel - LA Alumínios-Metalusa - Sporting-Tavira |
| |

## Classements

### Classement final
La course a été remportée par le Russe Dmitri Strakhov (Lokosphinx).
| \| Classement général \| Classement général \| Classement général \| Classement général \| Classement général \| \| Coureur \| Coureur \| Pays \| Équipe \| Temps \| \| ------------------ \| ------------------ \| ------------------ \| ---------------------- \| ------------------ \| \| 1er \| Dmitri Strakhov \| Russie \| Lokosphinx \| 3 h 29 min 49 s \| \| 2e \| James Fouché \| Nouvelle-Zélande \| Team Wiggins \| + 34 s \| \| 3e \| Óscar Hernández \| Espagne \| Aviludo-Louletano-Uli \| + 34 s \| \| 4e \| Mark Downey \| Irlande \| Team Wiggins \| + 36 s \| \| 5e \| Domingos Gonçalves \| Portugal \| Rádio Popular-Boavista \| + 37 s \| \| 6e \| Gonzalo Serrano \| Espagne \| Caja Rural-Seguros RGA \| + 42 s \| \| 7e \| Jon Aberasturi \| Espagne \| Euskadi-Murias \| + 50 s \| \| 8e \| Óscar Pelegrí \| Espagne \| Rádio Popular-Boavista \| + 50 s \| \| 9e \| Justin Oien \| États-Unis \| Caja Rural-Seguros RGA \| + 50 s \| \| 10e \| Mamyr Stash \| Russie \| Lokosphinx \| + 50 s \| |                    |                  |                        |                 |
| |                    |                  |                        |                 |
| Sources : ProCyclingStats Cycling Quotient |                    |                  |                        |                 |
| Classement général |                    |                  |                        |                 |
| Coureur | Coureur            | Pays             | Équipe                 | Temps           |
| 1er | Dmitri Strakhov    | Russie           | Lokosphinx             | 3 h 29 min 49 s |
| 2e | James Fouché       | Nouvelle-Zélande | Team Wiggins           | + 34 s          |
| 3e | Óscar Hernández    | Espagne          | Aviludo-Louletano-Uli  | + 34 s          |
| 4e | Mark Downey        | Irlande          | Team Wiggins           | + 36 s          |
| 5e | Domingos Gonçalves | Portugal         | Rádio Popular-Boavista | + 37 s          |
| 6e | Gonzalo Serrano    | Espagne          | Caja Rural-Seguros RGA | + 42 s          |
| 7e | Jon Aberasturi     | Espagne          | Euskadi-Murias         | + 50 s          |
| 8e | Óscar Pelegrí      | Espagne          | Rádio Popular-Boavista | + 50 s          |
| 9e | Justin Oien        | États-Unis       | Caja Rural-Seguros RGA | + 50 s          |
| 10e | Mamyr Stash        | Russie           | Lokosphinx             | + 50 s          |

La course attribue aux coureurs le même nombre des points pour l'UCI Europe Tour 2018 et le Classement mondial UCI.
| Position           | 1er | 2e | 3e | 4e | 5e | 6e | 7e | 8e à 10e |
| Classement général | 40  | 30 | 25 | 20 | 15 | 10 | 5  | 3        |